# Guijo de Granadilla
Pour les articles homonymes, voir Guijo (homonymie) et Granadilla.
Guijo de Granadilla est une commune de la province de Cáceres dans la communauté autonome d'Estrémadure en Espagne.